# Piłka ręczna na Letnich Igrzyskach Olimpijskich 2020 – kwalifikacje mężczyzn
Kwalifikacje do olimpijskiego turnieju piłki ręcznej 2020 miały na celu wyłonienie męskich reprezentacji narodowych w piłce ręcznej, które wystąpią w tym turnieju.
W turnieju olimpijskim wystąpi dwanaście zespołów. Udział zapewniony miała reprezentacja Japonii jako przedstawiciele gospodarza igrzysk, zaś o pozostałe miejsca odbywają się zawody eliminacyjne. Po jednym zostanie zorganizowane w każdej z czterech regionalnych federacji i podobnie jak z mistrzostw świata awans uzyskają triumfatorzy tych zawodów. W przypadku gdy zwycięzca kontynentalnego turnieju będzie jednocześnie mistrzem świata lub gospodarzem igrzysk, awans z tego turnieju otrzyma zespół z drugiego miejsca. Ostatnią szansą będą trzy czterozespołowe światowe turnieje kwalifikacyjne, z których awansują po dwa najlepsze, a prawo udziału w nich uzyska sześć czołowych drużyn z mistrzostw świata, które dotychczas nie uzyskały kwalifikacji oraz sześć drużyn wyznaczonych ze względu na kryterium geograficzne.

## Zakwalifikowane drużyny
| Kwalifikacja                        | Data                              | Gospodarz                | Miejsca | Zakwalifikowani    |
| ----------------------------------- | --------------------------------- | ------------------------ | ------- | ------------------ |
| Gospodarz                           | –                                 | –                        | 1       | Japonia            |
| Mistrzostwa świata                  | 10–27 stycznia 2019               | Dania/ Niemcy            | 1       | Dania              |
| Igrzyska panamerykańskie            | 31 lipca – 5 sierpnia 2019        | Peru                     | 1       | Argentyna          |
| Azjatycki turniej kwalifikacyjny    | 17–26 października 2019           | Katar                    | 1       | Bahrajn            |
| Mistrzostwa Europy                  | 9–26 stycznia 2020                | Austria/ Dania/ Norwegia | 1       | Hiszpania          |
| Mistrzostwa Afryki                  | 16–26 stycznia 2020               | Tunezja                  | 1       | Egipt              |
| I Światowy Turniej Kwalifikacyjny   | 16–19 marca 2020 12–14 marca 2021 | Czarnogóra               | 2       | Norwegia Brazylia  |
| II Światowy Turniej Kwalifikacyjny  | 16–19 marca 2020 12–14 marca 2021 | Francja                  | 2       | Francja Portugalia |
| III Światowy Turniej Kwalifikacyjny | 16–19 marca 2020 12–14 marca 2021 | Niemcy                   | 2       | Niemcy Szwecja     |
| Razem                               |                                   |                          | 12      |                    |

## Kwalifikacje

### Mistrzostwa świata
Duńczycy zdobywając pierwszy w historii tytuł mistrzów świata zagwarantowali sobie start na tokijskich igrzyskach.

### Turnieje kontynentalne

#### Afryka
Kwalifikacją w Afryce były mistrzostwa tego kontynentu rozegrane w dniach 16–26 stycznia 2020 w Tunezji. Szesnaście uczestniczących reprezentacji rywalizowało systemem kołowym w ramach czterech czterozespołowych grup. Czołowe dwójki z każdej z grup utworzyły następnie dwie czterozespołowe grupy, które ponownie walczyły systemem kołowym o dwa czołowe miejsca premiowane awansem do półfinałów. Stawką zawodów był bezpośredni awans na LIO 2020 dla triumfatora oraz dla pozostałych dwóch medalistów prawo gry w światowych turniejach kwalifikacyjnych. W fazie wstępnej w swoich grupach zwyciężały Egipt, Tunezja, Algieria oraz Angola, dwie pierwsze odniosły także po dwa zwycięstwa w fazie zasadniczej. Spotkały się następnie w finale, gdzie wyraźnie lepszy okazał się Egipt, brąz zaś zdobyła Algieria.

#### Ameryka
Kwalifikacją w Amerykach był turniej rozegrany podczas Igrzysk Panamerykańskich 2019, bezpośredni awans uzyskiwała najlepsza reprezentacja, kolejna zaś otrzymywała szansę gry w światowych turniejach kwalifikacyjnych. W zawodach wystartowało osiem reprezentacji rywalizujących w pierwszej fazie systemem kołowym w ramach dwóch czterozespołowych grup, z których po dwie najlepsze awansowały do półfinałów. W finałowym pojedynku zwyciężyła Argentyna awansując tym samym na LIO 2020, prawo gry w światowym turnieju barażowym otrzymało zaś Chile.

#### Azja
Turniej odbył się z udziałem ośmiu drużyn w dniach 17–26 października 2019 roku w katarskim mieście Doha. Drużyny rywalizowały w pierwszej fazie systemem kołowym podzielone na dwie czterozespołowe grupy, po czym po dwie najlepsze z każdej grupy awansowała do półfinałów. Jedynie faworyzowany zespół Kataru zakończył zmagania grupowe z kompletem zwycięstw, w drugiej z grup czołowa dwójka doznała po jednej porażce. W półfinale gospodarze sensacyjnie ulegli reprezentacji Bahrajnu, która następnie w finale pokonała także Koreę Południową kwalifikując się tym samym na Letnie Igrzyska Olimpijskie 2020 po raz pierwszy w historii tego kraju.

#### Europa
Dwadzieścia cztery uczestniczące reprezentacje zostały podzielone na sześć czterozespołowych grup rywalizujących systemem kołowym, a po dwa najlepsze z każdej z grup awansowały do fazy zasadniczej. W niej, zachowując punkty z pierwszej fazy, walczyły w dwóch sześciozespołowych grupach o dwa czołowe miejsca premiowane awansem do półfinałów. Tytuł mistrzowski obronili Hiszpanie po zwycięstwie nad Chorwatami.

### Światowe turnieje kwalifikacyjne
Potwierdzenie gospodarzy światowych turniejów kwalifikacyjnych nastąpiło w październiku 2019 roku, a pełna obsada była znana po zakończeniu męskich czempionatów w Europie, Afryce i Azji w styczniu 2020 roku. Sędziowie zawodów zostali wyznaczeni 12 lutego 2020 roku, zaś szczegółowy harmonogram rozgrywek dwa tygodnie później. Jeszcze 12 marca IHF była zdecydowana przeprowadzić turnieje kwalifikacyjne, choć z uwagi na pandemię COVID-19 bez udziału publiczności, jednak dzień później zostały przełożone – wstępnie na czerwiec 2020 roku. Pod koniec marca Międzynarodowy Komitet Olimpijski podjął decyzję o przełożeniu, a następnie podał nowe daty rozegrania igrzysk – dokładnie rok później od oryginalnego terminu. IHF zatem w kwietniu 2020 roku ogłosiła, że turnieje kwalifikacyjne odbędą się w połowie marca 2021 roku. Sędziowie zawodów zostali wyznaczeni pod koniec lutego 2021 roku. Z zawodów zaplanowano transmisje telewizyjne i internetowe. Turnieje odbyły się w pierwotnej obsadzie w dniach 12–14 marca 2021 roku, jednak turniej I z uwagi na obostrzenia w Norwegii został przeniesiony do Czarnogóry. Awans uzyskało pięć europejskich reprezentacji i Brazylia.
| Turniej I | Turniej II | Turniej III |
| --- | --- | --- |
| - 2. miejsce MŚ 2019: Norwegia - 9. miejsce MŚ 2019: Brazylia - 2. miejsce IP 2019: Chile - 2. miejsce turnieju azjatyckiego 2019: Korea Południowa | - 3. miejsce MŚ 2019: Francja - 6. miejsce MŚ 2019: Chorwacja - 2. miejsce MAf 2020: Tunezja - 6. miejsce ME 2020: Portugalia | - 4. miejsce MŚ 2019: Niemcy - 5. miejsce MŚ 2019: Szwecja - 4. miejsce ME 2020: Słowenia - 3. miejsce MAf 2020: Algieria |

 Turniej I 
 Turniej II 
 Turniej III 